# William Winant
William Winant (* 1953) je americký perkusionista. Při několika příležitostech spolupracoval s hudebním skladatelem a hudebníkem Johnem Zornem (hrál například na jeho albu Kristallnacht). Během své kariéry spolupracoval s mnoha dalšími hudebníky, mezi které patří například Alvin Curran, Fred Frith, Jon Hassell, Danny Elfman nebo Thurston Moore. Podílel se na více než dvou stech nahrávkách. Roku 2013 vydal své první sólové album nazvané Five American Percussion Pieces, na kterém jsou skladby od autorů, jakými byli například James Tenney, Michael Byron a Lou Harrison. Rovněž se věnuje pedagogické činnosti.